# لوئیجی مایوکو
لوئیجی مایوکو (ایتالیایی: Luigi Maiocco; ۱۱ اکتبر ۱۸۹۲ – ۱۱ دسامبر ۱۹۶۵) ژیمناست هنری اهل ایتالیا بود.